# Rhapsodie Macabre
Rhapsodie Macabre ist eine Komposition für Klavier und Streichquartett von Graham Waterhouse. Er schrieb sie 2011 als Hommage für Franz Liszt und spielte den Cello-Part in der Uraufführung beim Liszt-Festival 2011 im Gasteig, München.

## Geschichte, Aufbau und Musik
Waterhouse komponierte das Werk für das Abschlusskonzert des Liszt-Festivals im Gasteig, das zum 200. Geburtstag unter dem Titel „Hommage à Liszt“ dessen Kammermusik mit Werken von Waterhouse kontrastierte.  Schon im Titel knüpft der Komponist an Werke von Liszt an, seine Rhapsodien, seinen 1849 begonnenen Totentanz - Paraphrase über Dies irae für Klavier und Orchester und seine Bearbeitung für Klavier des Danse macabre von Camille Saint-Saëns. Waterhouse zitiert ebenfalls mehrfach das gregorianische Thema „Dies irae“ und verwendet Elemente, die er in Liszts Musik fand: virtuose Klaviermusik, „harmonische Farben durch Akkordbildungen mit vorwiegend Terzen oder Quarten“, „Klangfarbe als strukturierendes Mittel, extreme Register im Klavier, perkussive Einwürfe“ sowie die Verwandlung von „Hauptthema im Verlauf des Werkes“, wobei das „Dies irae“-Thema eine besondere Rolle spielt. Das Stück, eine „Kammermusik mit konzertanten Elementen“, ist durchkomponiert, doch in fünf Abschnitte gegliedert:
- Allegro alla toccata
- Presto precipitando
- Adagio lusingando
- Vivace
- Con moto giusto[1]

Der Abschnitt in der Art einer Toccata, beruht auf zwei Themen, darunter dem „Dies irae“. Im zweiten Abschnitt erscheint dieses Thema sowohl lyrisch als auch ironisch. Im dritten Abschnitt führen die Streicher eine gesangliche Melodie ein, die das Klavier übernimmt und zum Dialog führt. Der vierte Abschnitt ist ein „dämonisches“ Scherzo im 6/8-Takt. Das Finale vereint alle Themen und endet mit einer Coda, die mit Presto bezeichnet ist.
Eine Rezension in der Süddeutschen Zeitung vergleicht die Musik mit einem „gespenstisch-traumhaften Ritt durch unwirkliche Landschaften, voller überraschender Wendungen und Ereignisse“.

## Aufführungen
Die Uraufführung wurde am 23. Oktober 2011 im Rahmen des Liszt-Festival gespielt von der Pianistin Valentina Babor, Streichern der Münchner Philharmoniker, Clément Courtin, Namiko Fuse und Konstantin Sellheim, und dem Komponisten als Cellist. Das Ensemble spielte einige Konzerte im Raum München, zum Beispiel am 20. März 2012 in der Hochschule für Musik München in einer Gegenüberstellung zu Klavierquartetten Beethovens und Three Pieces for Solo Cello von Waterhouse. Die Musiker spielten die erste Aufführung in England am 9. Oktober 2012 in London an der Highgate School, deren Schüler der Komponist war, in einem Porträtkonzert. Der Rezensent bezeichnete das Werk als Mini-Klavierkonzert.